# Belmont (New Hampshire, statisztikai település)
Belmont statisztikai település az Amerikai Egyesült Államok New Hampshire államában, Belknap megyében. Lakosainak száma 1285 fő (2020. április 1.).

## Népesség
A település népességének változása:

| 2010 | 1 301 |
| 2020 | 1 285 |